# Hyacinthe (Schauspieler)

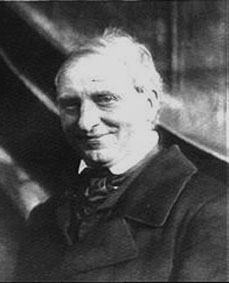
Louis-Hyacinthe Duflost in der Zeit am Théâtre du Palais-Royal

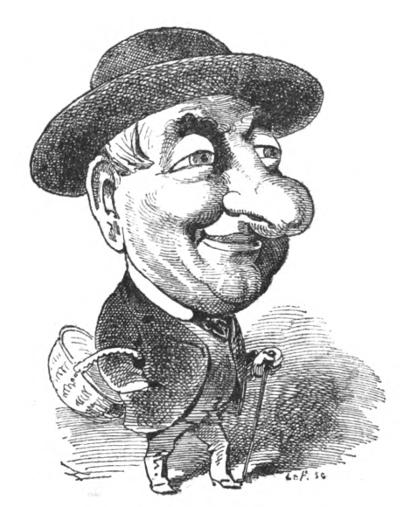
Karikatur Hyacinthes von Georges Lafosse

Hyacinthe, bürgerlich Louis-Hyacinthe Duflost, (* 17. September 1814 in Amiens; † 8. Mai 1887 in Asnières) war ein französischer Schauspieler.

## Biographie
Hyacinthes Vater war Perückenmacher am Théâtre Comte und seine Mutter Platzanweiserin. So kam es, dass er bereits im Alter von sieben Jahren in die Truppe aufgenommen wurde. Zuvor hatte er bereits ein Jahr lang Schauspielunterricht bekommen. Im Théâtre Comte spielte er bis 1829. Das wurde unterbrochen durch einen kurzen Ausflug ins Musikfach, am Théâtre des Variétés als Chorist und auch als Lehrling bei einem Musikverlag. Dann war er einige Zeit im Ensemble einer Wandertruppe, mit der er unter anderem Dreux, Évreux und Bernay bereiste, bis er endlich am Théâtre de l’Ambigu-Comique ein Engagement bekam. Nach einem Wechsel ans Théâtre du Vaudeville landete er schließlich 1837, diesmal als Schauspieler, wieder am Théâtre des Variétés. Théophile Gautier schrieb in einer Kritik über ihn:
C´est un paillasse né, et la nature lui à planté fatalement la queue rouge au bas de la nuque (Ein Bajazzo ist geboren und die Natur gab ihm die Fähigkeit zu grotesker Clownerie mit dem Schalk im Nacken)
Im Laufe der Zeit bekam er immer größere Rollen und dann fiel irgendwann auch seine außergewöhnlich große Nase auf. Verbunden mit dem Können für Exzentrik und seiner barocken Ausdrucksweise war er prädestiniert für Rollen in Burlesken. Allein seine äußere Erscheinung beim Auftritt sorgte für Gelächter.
Der Direktor des Théâtre du Palais-Royal warb ihn 1847 vom Théâtre des Variétés ab und Hyacinthe blieb dort, unterbrochen durch den Deutsch-Französischen Krieg, bis 1886. Er spielte am Théâtre du Palais-Royal in allen Stücken, in denen er besetzt war, eine der Hauptrollen. Er setzte sich dann in Asnières zur Ruhe, wo er 1887 starb.
Während der Belagerung von Paris von 1870 bis 1871 war er bei der Garde nationale im 32. Bataillon eingesetzt. Er zeigte sich später, wie viele Veteranen, gerne mit seinem Kepi, das er als Souvenir behalten hatte.
Über sein Privatleben ist wenig bekannt. Er galt in seiner, am Montmartre gelegenen, Straße als angesehener Mitbürger. Hyacinthe lebte dort unauffällig, in einem kleinen Haus, mit seiner Mutter, seiner Frau und seinen Kindern. Dort ging er seiner Passion, dem Züchten von Blumen nach, erledigte die Einkäufe und ging zum Friseur, immer mit einer karierten Decke über seine kantigen Schultern gelegt. Seine liebsten Ausflüge waren die zur Markthalle und zu den örtlichen Blumenmärkten, wo er eine bekannte Persönlichkeit war. An seinem Altersruhesitz in Asnières war Hyacinthe eine, nicht zuletzt seiner großen Nase halber, bekannte Persönlichkeit. Auf die Frage, ob er nicht als Stadtrat kandidieren wolle, antwortete er: Non, merci, je n`ai jamais joué ce genre-là (Nein danke, ich habe diese Genre dort niemals gespielt).

## Rollen (Auszug)
- Gringalet in Les Saltimbanques von Théophile Marion Dumersan und Charles Varin (1838)
- Faucheux in Le Maître d'école von Lockroy und Auguste Anicet-Bourgeois (1841)
- Arcas in Une tragédie chez M. Grassot von Eugène Labiche (1848)
- Beauvoisin in Un feu de cheminée von Eugène Labiche (1853)
- Bengalo in La Dame aux jambes d'azur von Eugène Labiche (1857)
- Bocardon in Célimare le bien-aimé von Eugène Labiche (1863)
- Nérée Dusorbet in La Pénélope à la mode de Caen von Paul Siraudin, Alfred Delacour und Ernest Blum (1864)
- Chiffardin in Le Carnaval d’un merle blanc von Henri Chivot und Alfred Duru (1868)
- Alfred in Le Réveillon von Henri Meilhac und Fromental Halévy (1872)
- Birochet in Le Panache von Edmond Gondinet (1875)
- Beaudichon in Le Volcan von Edmond Gondinet, François Oswald und Pierre Giffard (1882)
- Le Lord in La Fille à Georgette von Albin Valabrègue (1886)